# Cimitero monumentale della Foce
Il cimitero monumentale della Foce è un sito di sepoltura di Sanremo, cosmopolita e multiconfessionale, il secondo realizzato dopo l'editto di Saint Cloud che dall'inizio del XIX secolo regolamentò, per motivi di natura urbanistica e igienica, l'ubicazione dei cimiteri nel primo Impero francese.

## Storia
Istituito su iniziativa dell'allora sindaco Siro Andrea Carli, fu inaugurato il 6 giugno 1838 andando ad affiancare l'antico cimitero del Vallotto, collocato nella zona di Pian di Nave e risalente al 1775, divenuto oramai troppo angusto e inadatto dopo l'epidemia di colera che colpì la città nel 1837.
Per adeguarsi all'aumento della popolazione e il conseguente numero di decessi e relative tumulazioni, la struttura fu interessata da diversi ampliamenti, l'ultimo dei quali nel 1916, ospitando sepolture fino al secondo dopoguerra. Affiancato a sua volta dal cimitero Valle Armea, sorto nel 1949, per il particolare patrimonio d'arte funeraria nel 1980 è stato dichiarato cimitero monumentale dalla locale amministrazione comunale. Numerosi sono gli artisti e architetti, sia italiani che stranieri, che qui hanno realizzato monumenti funerari, tra i quali si ricordano gli scultori locali Enrico Formaggini, Filippo Ghersi e Vincenzo Pasquali, e il belga Jules Pierre van Biesbroeck, mentre i progetti si devono principalmente a Pio Soli e Francesco Sappia.
Tra i numerosi stranieri illustri qui sepolti si ricordano il pittore Edward Lear, l'anatomista Arthur Hill Hassall, la dama di corte della Regina Vittoria Lady Caroline Giffard Phillipson, tra i nobili e aristocratici prussiani e russi, e molti altri nati in Nord America e Australia.